# Карамболина, Карамболетта!
«Карамболи́на, Карамболе́тта» (куплеты Нинон, нем. Wenn Paris bei Nacht erstrahlt im hellen Lichterglanz…) — музыкальный номер из оперетты Имре Кальмана «Фиалка Монмартра» (нем. Das Veilchen vom Montmartre; 1930, либретто Юлиуса Браммера и Альфреда Грюнвальда по мотивам книги «Сцены из жизни богемы» Анри Мюрже). Это сочинение венгерский композитор посвятил своей молодой жене, русской актрисе Вере Макинской.
Арию поёт героиня оперетты Нинон Тисье (сопрано) в финале второго акта, перед праздничной карнавальной толпой на Монмартре. Зачастую именно эта ария выступает своеобразной визитной карточкой «Фиалки Монмартра».

## Исполнители
Знаменитой в СССР исполнительницей партии Нинон и непосредственно этой арии была Татьяна Шмыга. Среди других известных российских исполнительниц «Карамболины» — В. И. Красовицкая, Наталья Кудряшова.

## На экране
По мотивам оперетты Кальмана был поставлен советский фильм «Под крышами Монмартра» (1975, режиссёр В. М. Гориккер), роль Нинон в нём исполнила Валентина Смелкова, а её вокальную партию, включая знаменитые куплеты, — Лидия Захаренко.
Музыкальный фильм А. А. Белинского с Тамарой Синявской и Ольгой Ченчиковой «Карамболина-карамболетта» был поставлен в 1983 году: действие фильма происходит в варьете «Карамболина-карамболетта», где звучат исключительно мелодии Кальмана.
В новогоднем фильме-концерте «Похищение» этот номер присутствует в исполнении Татьяны Шмыги.
Кроме того, ария (в исполнении Веры Красовицкой) звучит в фильме 1943 года режиссёра Леонида Трауберга «Актриса».